# Aaron Johnston
Aaron Johnston, (Irlanda; 2 de febrero de 1995) es un copiloto irlandés de rally que compite en el Campeonato Mundial de Rally de la FIA.

## Trayectoria
La carrera de Johnston en los rallyes comenzó en 2011 a los dieciséis años. En el Rally de Gran Bretaña de 2019, hizo su debut en el Campeonato Mundial de Rally al copilotar a un joven Oliver Solberg en un Volkswagen Polo GTI R5 en la categoría WRC-2. 
En 2020, Johnston y Solberg compitieron en el WRC-3. Consiguieron su primera victoria mundialista en el Rally de Estonia de su categoría y en el Rally Monza que cerraba el campeonato terminaron segundos. Johnston terminó el campeonato de copilotos del WRC-3 en la tercera posición. 
Tanto Johnston como Solberg fueron fichados por el Hyundai World Rally Team para competir por el Campeonato Mundial de Rally-2 de 2021. Su debut sobre un World Rally Car se iba a dar en el Rally del Ártico pero dio positivo de Covid-19 y por esa razón fue reemplazado por Seb Marshall. El 16 de septiembre de 2021, él y Solberg anunciaron su separación después de 3 años de colaboración. Solo cinco días después, el 21 de septiembre, Johnston anunció que su asociación con el piloto japonés Takamoto Katsuta para el Rally de Finlandia, en sustitución del lesionado Daniel Barrit.
En 2022, Johnston se convirtió en copiloto de Katsuta,  la dupla consiguió su primer podio en el Rally Safari en donde terminaron el la tercera posición. El segundo podio de la temporada lo consiguieron en la última ronda de la temporada en Japón en donde también terminaron terceros.

## Victorias

### Victorias en el WRC-3
| # | Rally             | Temp. | Piloto         | Auto           |
| - | ----------------- | ----- | -------------- | -------------- |
| 1 | 10. Rally Estonia | 2020  | Oliver Solberg | VW Polo GTi R5 |

### Victorias en el ERC
| # | Rally            | Temp. | Piloto         | Auto           |
| - | ---------------- | ----- | -------------- | -------------- |
| 1 | 7. Rally Liepāja | 2019  | Oliver Solberg | VW Polo GTi R5 |
| 2 | 8. Rally Liepāja | 2020  | Oliver Solberg | VW Polo GTi R5 |

## Resultados

### WRC
| Año  | Equipo                     | Automóvil              | 1       | 2       | 3       | 4      | 5      | 6       | 7       | 8       | 9       | 10     | 11      | 12      | 13    | 14    | Pos. | Puntos |
| ---- | -------------------------- | ---------------------- | ------- | ------- | ------- | ------ | ------ | ------- | ------- | ------- | ------- | ------ | ------- | ------- | ----- | ----- | ---- | ------ |
| 2019 | Oliver Solberg             | VW Polo GTi R5         | MON     | SWE     | MEX     | FRA    | ARG    | CHL     | POR     | ITA     | FIN     | GER    | TUR     | GBR Ret | ESP   | AUS C | -    | 0      |
| 2020 | Oliver Solberg             | VW Polo GTi R5         | MON 25  |         | MEX Ret | EST 9  | TUR    |         |         |         |         |        |         |         |       |       | 17.º | 8      |
| 2020 | Oliver Solberg             | Škoda Fabia R5 Evo     |         | SWE 17  |         |        |        | ITA 18  | MNZ 7   |         |         |        |         |         |       |       | 17.º | 8      |
| 2021 | Hyundai Motorsport N       | Hyundai i20 R5         | MON Ret |         | CRO     | POR 11 |        |         | EST Ret |         |         |        |         |         |       |       | 17.º | 12     |
| 2021 | Hyundai Motorsport N       | Hyundai i20 N Rally2   |         |         |         |        |        |         |         | BEL Ret | GRE Ret |        |         |         |       |       | 17.º | 12     |
| 2021 | Hyundai 2C Competition     | Hyundai i20 Coupe WRC  |         | ART WD  |         |        | ITA WD | SAF Ret |         |         |         |        |         |         |       |       | 17.º | 12     |
| 2021 | Toyota Gazoo Racing WRT    | Toyota Yaris WRC       |         |         |         |        |        |         |         |         |         | FIN 37 | ESP 40  | MNZ 7   |       |       | 17.º | 12     |
| 2022 | Toyota Gazoo Racing WRT NG | Toyota GR Yaris Rally1 | MON 8   | SWE 4   | CRO 6   | POR 4  | ITA 6  | SAF 3   | EST 5   | FIN 6   | BEL 5   | GRE 6  | NZL Ret | ESP 7   | JPN 3 |       | 5.º  | 122    |
| 2023 | Toyota Gazoo Racing WRT    | Toyota GR Yaris Rally1 | MON 6   | SWE Ret | MEX 23  | CRO 6  | POR 33 | ITA 40  | SAF 4   | EST 7   | FIN 3   | GRE 6  | CHL 5   | EUR 5   | JPN 5 |       | 7.º  | 101    |
| 2024 | Toyota Gazoo Racing WRT    | Toyota GR Yaris Rally1 | MON 7   | SWE 45  | SAF 2   | CRO 5  | POR 29 | ITA 35  | POL 8   | LAT 6   | FIN 41  | GRE 40 | CHL WD  | EUR 4   | JPN 4 |       | 6.º  | 116    |
| 2025 | Toyota Gazoo Racing WRT    | Toyota GR Yaris Rally1 | MON Ret | SWE 2   | SAF Ret | ESP 4  | POR    | ITA     | GRE     | EST     | FIN     | PAR    | CHL     | EUR     | JPN   | SAU   | 7.º  | 39     |

### WRC-2
| Año  | Equipo               | Automóvil            | 1   | 2   | 3   | 4     | 5   | 6   | 7       | 8       | 9       | 10  | 11  | 12      | 13  | 14    | Pos. | Puntos |
| ---- | -------------------- | -------------------- | --- | --- | --- | ----- | --- | --- | ------- | ------- | ------- | --- | --- | ------- | --- | ----- | ---- | ------ |
| 2019 | Oliver Solberg       | VW Polo GTi R5       | MON | SWE | MEX | FRA   | ARG | CHI | POR     | ITA     | FIN     | GER | TUR | GBR Ret | ESP | AUS C | -    | 0      |
| 2021 | Hyundai Motorsport N | Hyundai i20 NG R5    | MON | ART | CRO | POR 5 | ITA | SAF | EST Ret |         |         |     |     |         |     |       | 23.º | 10     |
| 2021 | Hyundai Motorsport N | Hyundai i20 N Rally2 |     |     |     |       |     |     |         | BEL Ret | GRE Ret | FIN | ESP | MNZ     |     |       | 23.º | 10     |

### WRC-3
| Año  | Equipo         | Automóvil              | 1   | 2     | 3       | 4     | 5   | 6     | 7     | Pos. | Puntos |
| ---- | -------------- | ---------------------- | --- | ----- | ------- | ----- | --- | ----- | ----- | ---- | ------ |
| 2020 | Oliver Solberg | Škoda Fabia Rally2 Evo | MON | SWE 5 |         |       | TUR | ITA 6 | MNZ 2 | 3.º  | 61     |
| 2020 | Oliver Solberg | VW Polo GTi R5         |     |       | MEX Ret | EST 1 |     |       |       | 3.º  | 61     |

### ERC
| Año  | Equipo                     | Automóvil              | 1     | 2     | 3      | 4     | 5     | 6   | 7   | 8   | Pos. | Puntos |
| ---- | -------------------------- | ---------------------- | ----- | ----- | ------ | ----- | ----- | --- | --- | --- | ---- | ------ |
| 2019 | Sports Racing Technologies | VW Polo GTi R5         | POR   | ESP   | LVA 1  | POL   | ITA   | CZE | CYP | HUN | 6.º  | 39     |
| 2020 | Oliver Solberg             | VW Polo GTi R5         | ITA 3 | LAT 1 | PRT 23 |       | ESP 4 |     |     |     | 2.º  | 112    |
| 2020 | Oliver Solberg             | Škoda Fabia Rally2 Evo |       |       |        | HUN 4 |       |     |     |     | 2.º  | 112    |